# Rafael de Jesus Bonfim
Rafael de Jesus Bonfim (Salvador, 24 luglio 1991) è un ex calciatore brasiliano, di ruolo difensore.

## Carriera
Ha giocato nella prima divisione brasiliana ed in quella indonesiana.

## Palmarès

### Club

#### Competizioni statali
- Campionato Paranaense: 2

Coritiba: 2012, 2013